# Birth of Joy
Birth of Joy est un groupe néerlandais de rock  fondé en 2005 à l'académie d'Herman Brood, basée à Utrecht. 

## Historique
Après de nombreux concerts aux Pays-Bas, le groupe a signé un contrat avec la maison de disque néerlandaise Suburban Records après leur prestation au Zwarte Cross Festival en 2011.
Le groupe obtient une renommée allant au-delà des Pays-Bas grâce à leurs participations dans divers festivals et émissions télévisées, comme le Rencontres Trans Musicales en France, l'Eurosonic Noorderslag ou encore l'émission Rockpalast en Allemagne.
Le 27 septembre 2018, le groupe annonce sa séparation sur sa page Facebook.

## Musique
L'influence du groupe est basée sur le blues et le rock psychédélique de la fin des années 1960 jusqu'au début des années 1970, mais aussi sur le rock'n'roll et le boogie-woogie.
Le groupe a enregistré un album live pendant deux semaines (29 et 30 janvier 2015) à l'Ubu club de Rennes, ville qui accueille le festival Rencontres Trans Musicales.

## Nom du groupe
Le nom du groupe est une référence au livre de Friedrich Nietzsche « La Naissance de la tragédie » (en anglais : The Birth of Tragedy)

## Discographie
- 2010 : Make Things Happen (CD, autopublication)
- 2011 : Make Things Happen (EP, Suburban Records)
- 2011 : Make Things Happen (CD, Suburban Records, nouvelle pochette)
- 2012 : Life in Babalou (LP + CD, Suburban Records)
- 2013 : The Sound of Birth of Joy  (Compilation, CD, Modulor / Grand Palais)
- 2014 : Prisoner (LP + CD, SPV/Long Branch, Suburban Records)
- 2015 : Live at Ubu (3LP + 2CD)
- 2016 : Get Well (LP + CD, Suburban Records)
- 2018 : Hyper Focus (LP, Glitterhouse Records)